# Liste der Gebietsänderungen in Nordrhein-Westfalen 1967
Die Liste der Gebietsänderungen in Nordrhein-Westfalen 1967 enthält wichtige Änderungen der Gemeindegebiete des Landes Nordrhein-Westfalen in der Zeit vom 1. Januar 1967 bis zum 31. Dezember 1967. Dazu zählen unter anderem Zusammenschlüsse und Trennungen von Gemeinden, Eingliederungen von Gemeinden in eine andere, Änderungen des Gemeindenamens und größere Umgliederungen von Teilen einer Gemeinde in eine andere.

## Legende
- Datum: juristisches Wirkungsdatum der Gebietsänderung
- Gemeinde vor der Änderung: Gemeinde vor der Gebietsänderung
- Maßnahme: Art der Änderung
- Gemeinde nach der Änderung: Gemeinde nach der Gebietsänderung
- Landkreis: Landkreis der Gemeinde nach der Gebietsänderung

Die Sortierung erfolgt chronologisch: Datum, kreisfreie Städte, Landkreise, aufnehmende oder neu gebildete Gemeinde. Heute noch bestehende Gemeinden sind farbig unterlegt.

## Liste
| Datum      | Gemeinde vor der Änderung               | Maßnahme        | Gemeinde nach der Änderung | Landkreis           |
| ---------- | --------------------------------------- | --------------- | -------------------------- | ------------------- |
| 01.01.1967 | Methler Wasserkurl Westick              | Zusammenschluss | Methler                    | Unna                |
| 01.04.1967 | Homberg-Bracht-Bellscheidt, Meiersberg  | Zusammenschluss | Homberg-Meiersberg         | Düsseldorf-Mettmann |
| Ende 1967  | Forstbezirk Berlebeck                   | Eingliederung   | Berlebeck                  | Detmold             |
| Ende 1967  | Forstbezirk Falkenhagen                 | Eingliederung   | Falkenhagen                | Detmold             |
| Ende 1967  | Forstbezirk Hiddesen                    | Eingliederung   | Hiddesen                   | Detmold             |
| Ende 1967  | Forstbezirk Horn                        | Eingliederung   | Horn                       | Detmold             |
| Ende 1967  | Forstbezirk Schieder                    | Eingliederung   | Schieder                   | Detmold             |
| Ende 1967  | Gutsbezirk Sayn-Wittgenstein-Hohenstein | Auflösung       |                            | Wittgenstein        |

## Quelle
- Martin Bünermann: Die Gemeinden des ersten Neugliederungsprogramms in Nordrhein-Westfalen. Deutscher Gemeindeverlag, Köln 1970, S. 156.